# Přerov
Přerov (phát âm tiếng Séc: [ˈpr̝̊ɛrof]; tiếng Đức: Prerau) là một thành phố trong vùng Olomuoc của Cộng hòa Séc nơi sông Bečva chảy qua. Přerov trở thành thành thị vào năm 2006. Thành phố có dân số thời điểm ngày 1 tháng 1 năm 2009 là 46.781 người, diện tích 59 km2. Přerov có khoảng cách khoảng 22 km về tây nam Olomouc.